# Mircea Lucescu
Mircea Lucescu (* 29. Juli 1945 in Bukarest) ist ein ehemaliger rumänischer Fußballspieler und heutiger -trainer.

## Spielerkarriere

### Verein

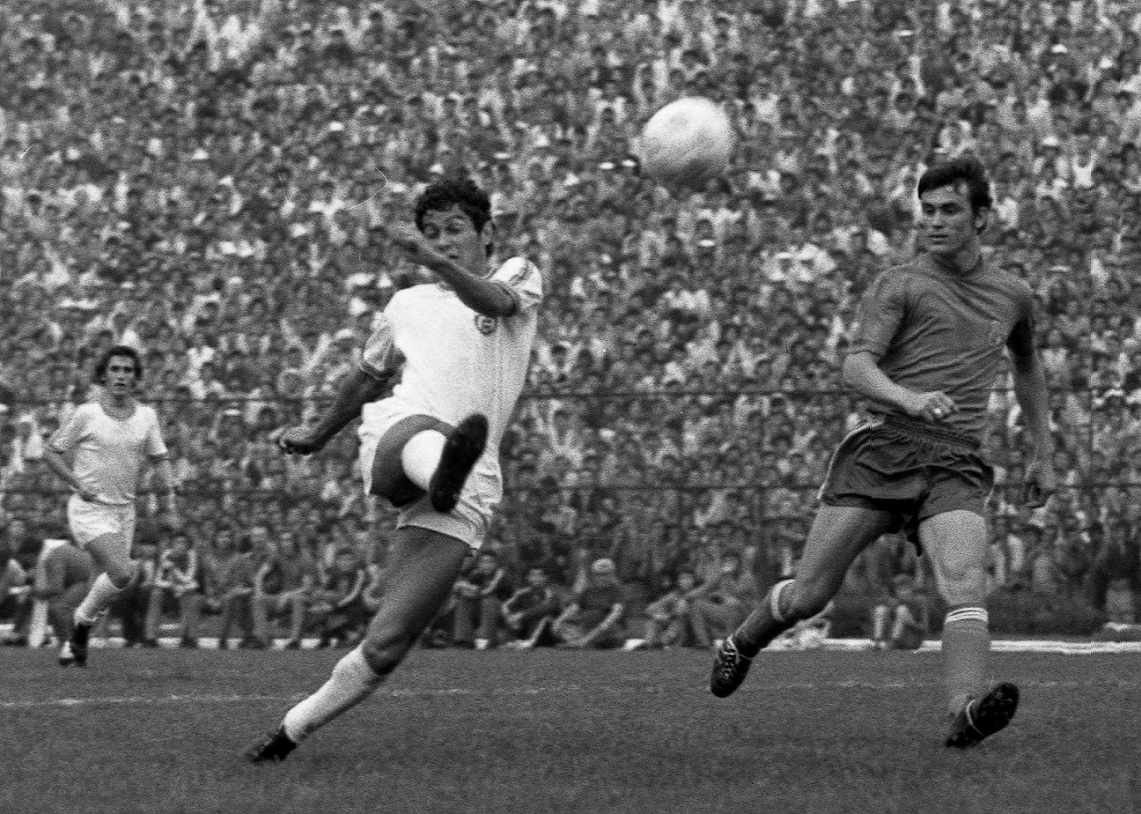
Mircea Lucescu (links) in einem Derby gegen Steaua Bukarest.

Lucescu begann mit dem Fußballspiel 1961 an der Sportschule Nr. 2 in Bukarest. Zwei Jahre später wechselte er zu Dinamo Bukarest, für den er am 21. Juni 1964 beim Sieg gegen Rapid Bukarest in der Divizia A debütierte.
Ab 1965 spielte Lucescu für zwei Jahre in der Divizia B bei Știința Bukarest, das den Vereinsnamen 1967 in Politehnica Bukarest abänderte. 1967 kehrte er zu Dinamo Bukarest zurück und blieb dem Verein bis 1977 treu, als er zum Ligakonkurrenten Corvinul Hunedoara wechselte. In der Saison 1978/79, wo er ab der Winterpause als Spielertrainer fungierte, stieg er mit dem Verein ab. In der Folgesaison schaffte Lucescu aber den unmittelbaren Wiederaufstieg.
Nach seiner Ernennung zum Trainer der rumänischen Nationalmannschaft, spielte er die Saison 1982/83 noch zu Ende, bevor er sich ausschließlich seiner neuen Tätigkeit als Nationaltrainer widmete.
Seinen letzten Auftritt als Spieler hatte Lucescu am 29. Spieltag der Saison 1989/90, als er Trainer von Dinamo Bukarest war. Da es den rumänischen Vereinen im Vorfeld der WM 1990 in Italien verboten worden war, ab dem 27. Spieltag aktuelle Nationalspieler einzusetzen, lief Lucescu am 16. Mai 1990 beim Spiel gegen Sportul Studențesc selbst nochmals als Spieler auf. Er war damals 44 Jahre alt.
Lucescu hat in der ersten rumänischen Liga 362 Spiele bestritten und dabei 78 Tore geschossen. Dazu kommen noch 15 Europapokal-Spiele, in denen er 3 Tore erzielte.

### Nationalmannschaft
Insgesamt absolvierte er für Rumänien neben vier U-23-Länderspielen und einem Spiel für die B-Auswahl 70 Länderspiele (davon 23 als Kapitän), in denen er neun Tore schoss. Die erste Partie bestritt er als damaliger Zweitligaspieler am 2. November 1966 gegen die Schweiz. Als Stürmer nahm an der WM 1970 in Mexiko teil. Ab 1974 war er für fünf Jahre rumänischer Rekordnationalspieler, nachdem er den 35 Jahre alten Rekord von Iuliu Bodola gebrochen hatte. 1979 löste ihn Cornel Dinu als Rekordnationalspieler ab.

## Trainerkarriere

### Spielertrainer
Parallel zu seiner aktiven Laufbahn betreute Lucescu ab der Winterpause der Saison 1978/79 Corvinul Hunedoara als erster Spielertrainer der rumänischen Fußballgeschichte. Dort gelang es ihm, die besten Ergebnisse in der Vereinsgeschichte zu erzielen und Spieler wie Ioan Andone, Romulus Gabor, Michael Klein, Dorin Mateuț oder Mircea Rednic zu Nationalspielern zu formen.

### Rumänischer Nationaltrainer
Nach der Heimniederlage Rumäniens gegen die Schweiz im Rahmen der Qualifikation zur Fußball-WM 1982 am 10. Oktober 1981 beschloss der rumänische Fußballverband am 17. Oktober 1981, Lucescu als Trainer der rumänischen Nationalmannschaft einzusetzen. Als Co-Trainer wurde ihm der damalige Trainer der Juniorennationalmannschaft, Mircea Rădulescu, zur Seite gestellt. Sein Debüt als Nationaltrainer gab das Gespann am 11. November 1981 beim letzten fast bedeutungslos gewordenen WM-Qualifikationsspiel gegen die Schweiz, denselben Gegner wie bei Lucescus erstem Länderspiel als aktiver Spieler 25 Jahre zuvor.
Zwei Jahre später gelang die Qualifikation zur Fußball-Europameisterschaft 1984, bei der Lucescu das Nationalteam ebenfalls betreute. In der Qualifikation zur Fußball-WM 1986 scheiterte Rumänien mit Lucescu als Trainer.
Den Sieg von Steaua Bukarest im Finale des Europapokals der Landesmeister 1986 nutzte der rumänische Fußballverband, um Lucescu am 3. Oktober 1986 durch Emerich Jenei zu ersetzen. Lucescu war zu diesem Zeitpunkt mit 59 Länderspielen als Trainer rumänischer Rekordhalter.
Im August 2024 wurde er erneut Nationaltrainer seines Heimatlandes.

### Vereinstrainer
Bereits im November 1985 kehrte er zu jenem Verein als Trainer zurück, mit dem er als Spieler die größten Erfolge gefeiert hatte: Dinamo Bukarest. Hier blieb er bis einschließlich der Saison 1989/90, in der Dinamo Bukarest sowohl den Meistertitel holte und den Pokalsieg errang.

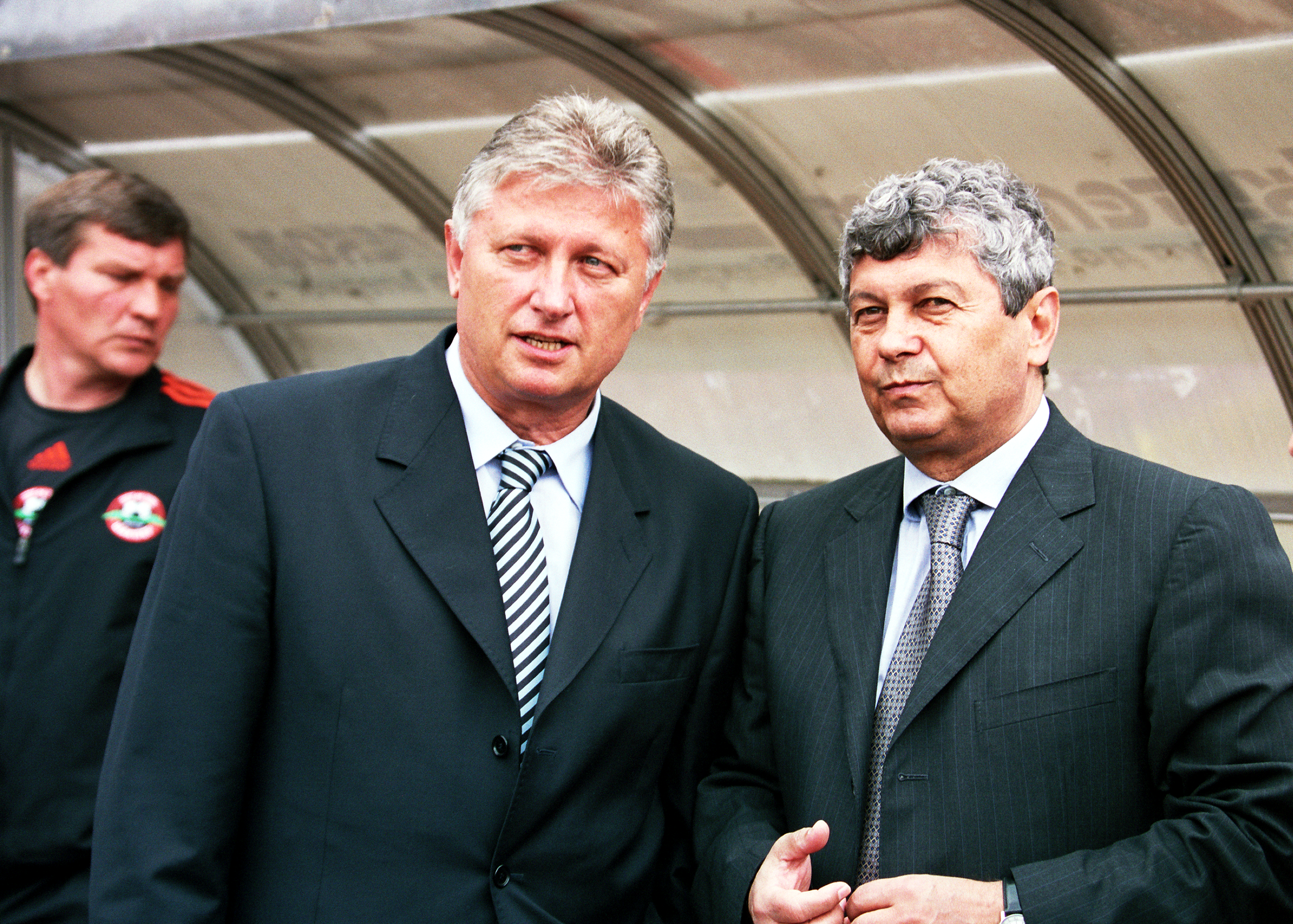
Viktor Prokopenko und Mircea Lucescu (2005)

1990 wechselte er nach Italien, wo er in seiner ersten Saison die SC Pisa übernahm, bei dem er jedoch nach dem 24. Spieltag kündigte, als sich abzeichnete, dass der Verein in die Serie B absteigen würde. Im Jahr 1991 wurde er Trainer des Zweitligisten Brescia Calcio, mit dem er 1992 und 1994 den Aufstieg in die Serie A schaffte, aber in den jeweiligen Folgejahren 1993 und 1995 auch gleich wieder abstieg. Nachdem Brescia Calcio die Saison 1995/96 nur knapp oberhalb der Abstiegsgrenze beendet hatte, wechselte Lucescu in die Serie A zur AC Reggiana. Dort kündigte er allerdings schon nach zehn Spieltagen und der Verein wurde am Saisonende nur Tabellenletzter.

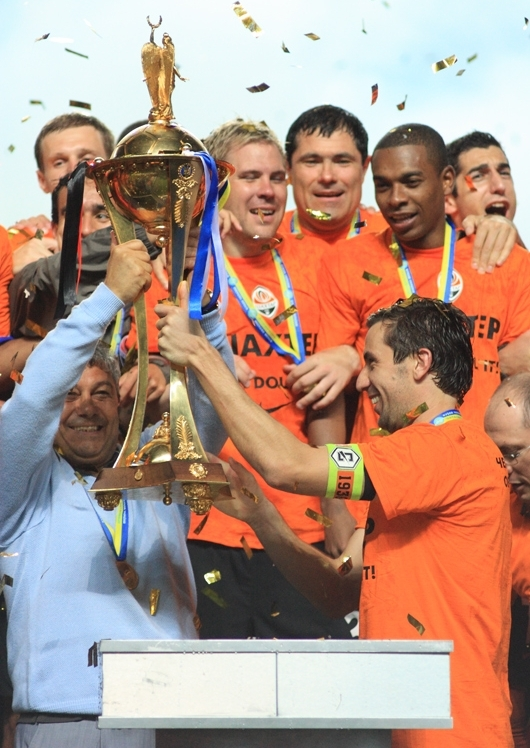
Mircea Lucescu feiert mit Schachtar Donezk 2011 den Gewinn des ukrainischen Pokals

Lucescu brach daraufhin 1997 seine Zelte in Italien vorläufig ab und kehrte nach Rumänien zurück. Dort wurde er mit Rapid Bukarest auf Anhieb Vizemeister und Pokalsieger. Nach der Hinrunde der Saison 1998/99 wechselte er für einige Monate zu Inter Mailand und erreichte das Viertelfinale der UEFA Champions League 1998/99. Er kehrte jedoch noch vor Saisonende zu Rapid Bukarest zurück, mit dem er im selben Jahr den Meistertitel holte und im Pokalfinale nur knapp im Elfmeterschießen gegen Steaua Bukarest scheiterte.
Nach der erneuten rumänischen Vizemeisterschaft im Jahr 2000 wechselte Lucescu erneut ins Ausland, dieses Mal in die Türkei. Dort gewann er zunächst mit Galatasaray Istanbul den Europäischen Supercup 2000, wurde 2001 türkischer Vizemeister und ein Jahr später türkischer Meister. Anschließend wechselte er zum Lokalrivalen Beşiktaş Istanbul, mit dem er 2003 erneut türkischer Meister werden konnte und erreichte auch das Viertelfinale des UEFA-Pokals 2003.
Seit dem Jahr 2004 trainierte er den Verein Schachtar Donezk in der Ukraine, mit dem er bislang mehrere Meistertitel (2005, 2006, 2008, 2010, 2011, 2012, 2013, 2014) errang sowie 2004, 2008, 2011, 2012, 2013 und 2016 den ukrainischen Pokal gewann. Vorerst größter Erfolg der Mannschaft unter Lucescu war der Gewinn des UEFA-Pokals 2009.
Am 15. Juli 2009 erlitt Lucescu im Schweizer Trainingslager seiner Mannschaft einen Herzanfall. Er wurde am nächsten Tag kurz nach seiner Rückkehr in Donezk operiert. Am 6. Januar 2012 erlitt er innere Verletzungen, als das von ihm gesteuerte Auto in Bukarest beim unerlaubten Wenden von einer Straßenbahn erfasst wurde.
Im Sommer 2016 verließ Lucescu Donezk und wechselte zu Zenit St. Petersburg. Nachdem Lucescu die Saison 2016/17 mit dem 3. Platz beendet hatte, wurde sein Vertrag bei Zenit St. Petersburg aufgelöst.
Im Juli 2020 wurde Lucescu Cheftrainer bei Dynamo Kiew. Aufgrund von Protesten der Fans von Dynamo Kiew aufgrund seiner vorhergegangenen Tätigkeit beim Erzrivalen Donezk legte Lucescu seine Tätigkeit bereits nach vier Tagen nieder. Präsident Surhis sagte später, vom Rücktritt seines Trainers nicht zu wissen, Lucescu blieb daraufhin im Amt.

### Türkischer Nationaltrainer
Am 4. August 2017 wurde er Trainer der türkischen Fußballnationalmannschaft und trat damit die Nachfolge vom zurückgetretenen Fatih Terim an. Am 11. Februar 2019 gab der türkische Fußballverband die Entlassung von Lucescu bekannt.

## Erfolge

### Als Spieler
- Dinamo Bukarest
  - Rumänischer Meister (6): 1963/64, 1964/65, 1970/71, 1972/73, 1974/75, 1976/77
  - Rumänischer Pokalsieger: 1967/68

### Als Trainer
- Corvinul Hunedoara
  - Aufstieg in die Divizia A: 1979/80

- Dinamo Bukarest
  - Rumänischer Meister: 1989/90
  - Rumänischer Pokalsieger (2): 1985/86, 1989/90
  - Halbfinale im Europapokal der Pokalsieger: 1989/90

- Brescia Calcio
  - Italienischer Serie-B-Meister: 1991/92
  - Englisch-italienischer Pokalsieger: 1993/94

- Rapid Bukarest
  - Rumänischer Pokalsieger: 1997/98
  - Rumänischer Meister: 1999
  - Rumänischer Supercup-Sieger: 1999

- Galatasaray Istanbul
  - UEFA-Super-Cup-Sieger: 2000
  - Türkischer Meister: 2001/02

- Beşiktaş Istanbul
  - Türkischer Meister: 2002/03

- Schachtar Donezk
  - Ukrainischer Meister (8): 2004/05, 2005/06, 2007/08, 2009/10, 2010/11, 2011/12, 2012/13, 2013/14
  - Ukrainischer Pokalsieger (6): 2003/04, 2007/08, 2010/11, 2011/12, 2012/13, 2015/16
  - Ukrainischer Supercup-Sieger (7): 2005, 2008, 2010, 2012, 2013, 2014, 2015
  - UEFA-Pokal-Sieger: 2008/09
  - UEFA-Super-Cup-Finalist: 2009

- Zenit St. Petersburg
  - Russischer-Supercup-Sieger: 2016

- Dynamo Kiew
  - Ukrainischer Supercup-Sieger: 2020
  - Ukrainischer Meister: 2020/21
  - Ukrainischer Pokalsieger: 2020/21

## Verwandtschaft
Mircea ist der Vater des ehemaligen Fußballtorhüters und heutigen Trainers Răzvan Lucescu.